# Art & Copy
Art & Copy es una película documental de 2009, dirigida por Doug Pray, sobre el sector publicitario en los Estados Unidos. La película sigue la trayectoria de la gente de la "revolución creativa publicitaria de la década de 1960", incluyendo a Hal Riney, George Lois, Mary Wells Lawrence, Dan Wieden, y Lee Clow. El documental incluye campañas publicitarias como "Just Do It", "I Love New York", "Where's the beef?", "I Want My MTV", "Got Milk?", y "Think Different".
A pesar de que las críticas fueron en general favorables, algunos críticos reprocharon que la película presentaba una visión acrítica de la publicidad.